# Pentatlon modern la Jocurile Olimpice de vară din 2024

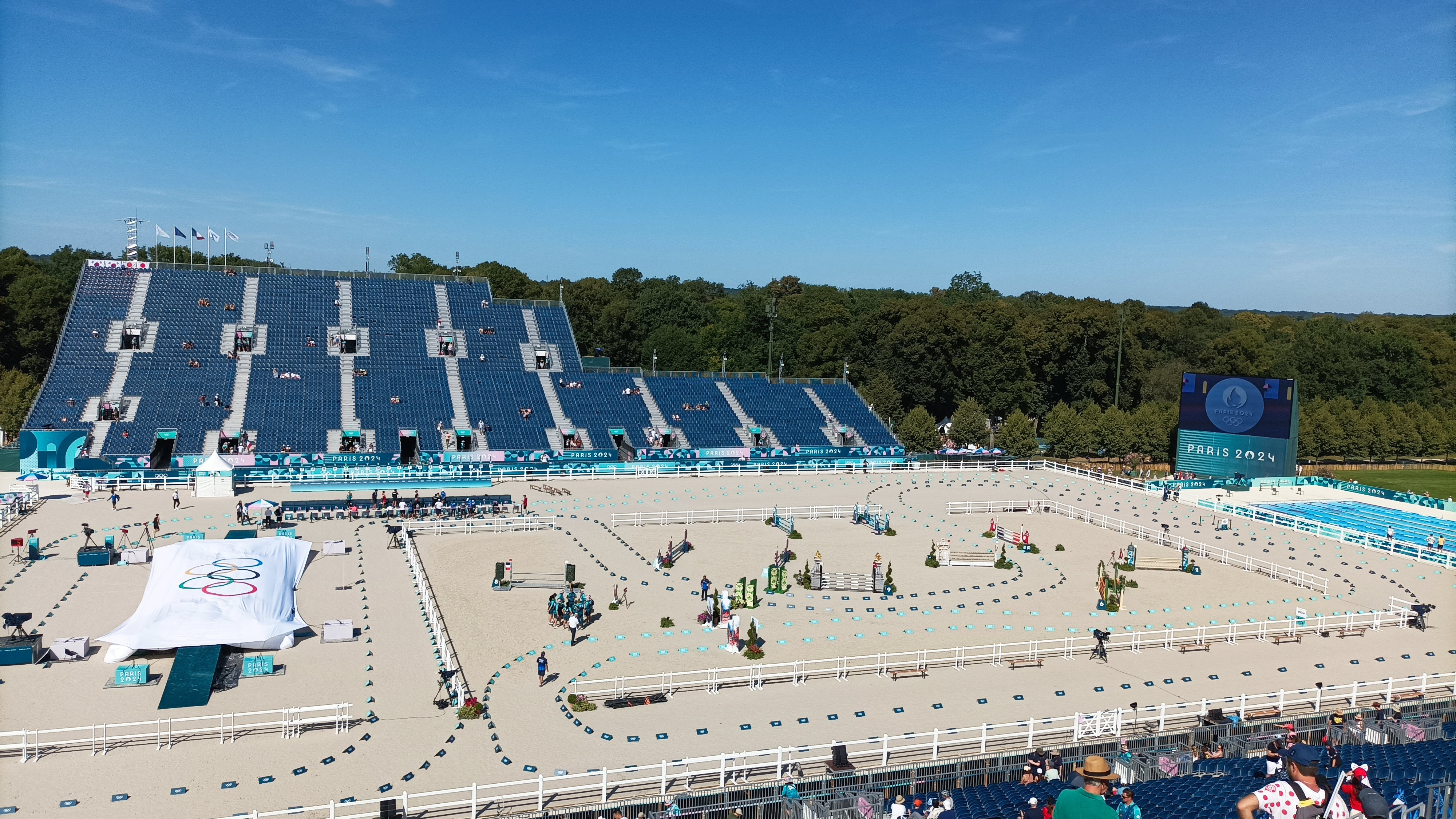
Stadionul lângă Palatul Versailles

Competițiile de pentatlon modern la Jocurile Olimpice de vară din 2024 s-au desfășurat în perioada 8–11 august 2024 la Palatul Versailles și pe Vélodrome National în Paris, Franța. Au avut loc două probe, una masculină și una feminină.

## Medaliați
| Probă    | Aur                             | Argint                        | Bronz                                 |
| Masculin | Ahmed El-Gendy · Egipt (EGY)    | Taishu Sato · Japonia (JPN)   | Giorgio Malan · Italia (ITA)          |
| Feminin  | Michelle Gulyás · Ungaria (HUN) | Élodie Clouvel · Franța (FRA) | Seong Seung-min · Coreea de Sud (KOR) |

## Clasament pe medalii
| Loc   | Țară          | Aur | Argint | Bronz | Total |
| ----- | ------------- | --- | ------ | ----- | ----- |
| 1     | Egipt         | 1   | –      | –     | 1     |
| 1     | Ungaria       | 1   | –      | –     | 1     |
| 3     | Franța        | –   | 1      | –     | 1     |
| 3     | Japonia       | –   | 1      | –     | 1     |
| 5     | Italia        | –   | –      | 1     | 1     |
| 5     | Coreea de Sud | –   | –      | 1     | 1     |
| Total | Total         | 2   | 2      | 2     | 6     |